# Cotton Nero A.x.
Bei den als Cotton Nero A.x. bezeichneten Werken handelt es sich um eine Sammlung von mittelalterlichen Schriften, die der britische Lord Robert Cotton zusammengetragen hat.

## Hintergrund
Bei den Schriftstücken handelt es sich um Werke, die vermutlich in der Zeit zwischen 1250 und 1475 entstanden sind. Im 17. Jahrhundert befanden sich die Texte im Besitz des Altertumsforschers Robert Cotton, der sie in einem Katalog über seine Sammlung erwähnte. Diese wurde durch seinen Sohn Thomas Cotton (1594–1662) und später durch seinen Enkel John Cotton (1621–1702) ergänzt. Dieser vermachte die gesamte Sammlung einem Treuhänder, wodurch sie schließlich 1753 in den Besitz des British Museum gelangten.

## Inhalt
Nach dem von Cotton herausgegebenen Katalog aus dem Jahr 1696 wurden die Texte von eins bis sechs nummeriert und thematisch in drei Gruppen gegliedert.  Die vier mittelenglischen Texte wurden zunächst als ein Gedicht aufgefasst und im Katalog als Artikel 3 unter dem Titel Poesia in lingua Veter Anglikaner aufgeführt. Diese Zusammenstellung umfasst insgesamt 144 Blätter.
Teil 1, Blatt 1 bis 40
- Artikel 1 – Justus de Justis: De dignitate procerum antiquissimorum Britonicum.
- Artikel 2 – Letter from Justis to John Chedworth. (Briefe von Justus de Justis an den Erzdiakon von Lincoln aus dem Jahr 1468)

Teil 2, Blatt 41 bis 130
- Artikel 3 – Pearl, Cleanness, Patience und Sir Gawain and the Green Knight (Dieser Teil ist mit zwölf ganzseitigen Bildern illustriert, die vermutlich in den Jahren 1400 bis 1410 hinzugefügt wurden)

Teil 3, Blatt 131 bis 144 – Theological excerpts (theologische Abhandlungen und Abschriften)
- Artikel 4 bis 6 – Bernhard von Clairvaux: Meditationes piissime de cognitione humane conditionis. Kopie aus dem 13. Jahrhundert. Epitaph des Ranulf Brito, Abt von Ramsey (1231–1253).